# Maisons-Laffitte

Familjen Longueils familjesköld som blev stadens eget vapen och flagga

Maisons-Laffitte är en kommun i departementet Yvelines i regionen Île-de-France i norra Frankrike. År 2022 hade Maisons-Laffitte 22 855 invånare. Maisons-Laffitte kallas även hästarnas stad (Le Cité de Cheval) och skyltarna innan man kommer in i staden hälsar en även "Välkommen till häststaden". Staden är uppbyggd runt ett slott som byggdes på 1600-talet och staden döptes om till Maisons-Laffitte när slottet köptes av Jacques Laffitte som även var en känd hästälskare, vilket ledde till att staden blev känd som hästarnas stad. Maisons-Laffitte ligger ca 18 km från centrala Paris.

## Historik
Maisons-Laffitte grundades redan under Karl den stores tid (742-814) men var då enbart en liten by som enkelt kallades för "Maisons" (husen). Byn var så pass liten att man inte fick en egen kyrka förrän på 1200-talet. Namnet ändrades senare till Maisons-sur-Seine (Husen vid Seine) efter floden Seine som rann förbi byn. Munkarna från Paris utvecklade byn så att det blev ett stort centrum för jordbruk. Men under 1000-talet blev Maisons-Laffitte tungt utsatt för det feodala systemet där nästan all mark ägdes och styrdes av familjen Poissys. Poissys skulle styra byn ända fram till 1400-talet när två systrar köpte landet om splittrades mellan de två. Men staden växte trots allt och 1546 bodde 13 074 invånare i staden.
Efter systrarnas död skulle det ändå dröja fram till år 1602 innan staden förenades. Byn köptes då av familjen Longueils, en politiskt engagerad familj som även gav sin familjesköld till staden. 1650 lät René de Longueil bygga ett slott kallat Maisons (Huset) som skulle bli stadens stolthet. Till detta byggdes även en park på 100 acres.
Slottet skulle sedan säljas vidare till earlen av Artois år 1777. Det var han som startade stadens hästtraditioner genom att bygga upp ett stall för sina 30 hästar. Men stallet och hästarna skulle flyttas 1748. Under Franska revolutionen (1788-1799) belägrades slottet Maisons av franska armén, innan det köptes av bankiren Jacques Laffitte år 1818. Laffitte sålde av delar av parken under 1833 där han lät bygga hus istället för att locka mer folk till den lilla orten. Jacques Laffitte utvecklade staden ytterligare när han 1843 finansierade byggandet av järnvägslinjen mellan Paris och Rouen som skulle gå genom staden. Han lät även bygga en galoppbana i staden och drömde om att Maisons-Laffitte skulle bli ett centrum för träning av galopphästar.
1872 byggdes även en ny kyrka i staden och nu ändrades den lilla ortens namn till Maisons-Laffitte, vilket blev officiellt år 1882. 1891 byggdes även ett stadshus i samband med att ytterligare en galoppbana byggdes.
Under hela 1900-talet utvecklades staden och byggdes ut. Det jordbrukslandskap som staden förut var känd för försvann. Större lägenhetsområden byggdes inne i staden under 50- och 60-talet och 1968 hade invånarantalet ökat till hela 24 172 invånare. Nu fortsatte även utökningarna av hästverksamheten i staden allt eftersom ridsporten blev mer och mer populär i världen.

## Hästverksamheten
Maisons-Laffitte kallas även hästarnas stad, mycket tack vare Jacques Laffitte och hans ättling Charles Laffitte som utvecklade hästverksamheten. Jacques Laffitte anlade bland annat kapplöpningsbanorna utmed Seine som senare skulle bli ett stort center för galoppsporten i staden. Idag har en del av slottet Maisons blivit ett galoppmuseum med bilder på gamla legender inom fransk galoppsport, gamla träningsprogram för galoppörer och även riktigt gamla sadlar och bett. Galoppbanan finns fortfarande kvar i slottets park med bland annat en Steeplechasebana och världens längsta raksträcka på gräs som är hela 2 200 meter lång. Varje år hålls även lopp på banan. Kapplöpningsbanan var dock hotad av nedläggning under början av 1990-talet då hela 20 000 invånare i Maisons-Laffitte och i byarna runt omkring skrev protestlistor mot förslaget.
Hästverksamheten är den viktigaste formen av näringsliv i staden. Kapplöpningsbanan har ensam 800 hästar i träning och sysselsätter ca 200 människor. På kapplöpningsbanan hålls även en Jockeyskola, kallad "AFASEC". Eleverna är 14 år och uppåt och man läser alla grundämnen, samt hippologi och praktik i stall.
Förutom galoppbanan finns det hela 7 ridskolor i vad som trots allt är en ganska liten stad och en hippodrom där det hålls tävlingar nästan varje helg. Maisons Laffitte är så hästberikat att det går ridvägar genom stan och bilarna har till och med väjningsplikt mot passerande ekipage.
Varje år hålls även en hästfestival i staden, oftast första veckan i juni. Alla de 7 ridskolorna i staden klär då ut hästarna och ryttarna som deltar i en parad genom staden, då de även tävlar om ett pris för bästa utklädsel.

## Befolkningsutveckling
Antalet invånare i kommunen Maisons-Laffitte
| Referens: INSEE |